# 奥古斯特·帕维

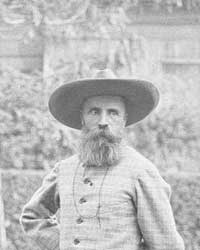
奥古斯特·帕维

奥古斯特·让-马里·帕维（法語：Auguste Jean-Marie Pavie，1847年5月31日—1925年6月7日），法國殖民長官、探險家、外交官。他在寮保護國的成立中起到關鍵作用。
出生在布列塔尼的迪南，1864年加入法國軍隊。1869年，作為法國海軍陸戰隊的成員被派往交趾支那。此後經歷了普法戰爭，被提拔為軍士長。1871年回到交趾支那，成為管理通訊和電報的長官。他在柬埔寨貢布建立了一個電報室，在那裡服役了十年。在此期間，他建立了貢布與金邊之間的電報線路。他還徒步旅行象山山脈下，深入高棉人之中，對柬埔寨文化深為著迷。藉此機會，他對印度支那的文化及語言有了深刻的瞭解。
1879年，帕維受到交趾支那總督夏爾·勒·米勒·德·維勒的注意。他受命帶領一隊探險隊，對自暹羅灣至洞里薩湖之間的廣大地域作了一次長達五年的考察。第一次探險結束後，負責建立金邊與曼谷之間的電報線路。
1886年，他被任命為駐琅勃拉邦的第一任副領事。第三次英緬戰爭後，英國兼併了緬甸，法國便試圖在印度支那擴張自己的殖民勢力以對抗英國。1886年任領事，後又在1889年出任總領事。1887年，琅勃拉邦遭到中國黑旗軍以及刁文持率領的泰族匪幫的洗劫。帕維護送國王溫坎逃離了首都，從此成功贏得了溫坎的信任。1888年，寮保護國成立。1889年，他代表法國殖民政府同刁文持簽訂條約，將西雙楚泰亦置於法國保護之下。